# Bolshakovo
Bolshakovo (en ruso: Большаково), conocida de manera oficial hasta 1938 como Groß Skaisgirren (en alemán: Groß Skaisgirren, en lituano: Didieji Skaisgiriai, en polaco: Skajzgiry) y renombrada brevemente como Kreuzingen, es una localidad rural situada en el sur del distrito de Slavsk en el óblast de Kaliningrado, Rusia.

## Geografía
Bolshakovo está a 90 km de Kaliningrado. 

## Historia
La ciudad comercial de Groß Skaisgirren, con su iglesia protestante, tribunal de distrito, central eléctrica, fábrica de máquinas, escuela, molino de cereales, aserradero, oficina de correos y estación de tren, se mencionan por primera vez en un documento de 1583.
El 26 de marzo de 1874, el lugar se convirtió en el centro y dio su nombre a un distrito homónimo recién establecido (rebautizado como distrito de Kreuzingen el 18 de abril de 1939), que hasta 1945 perteneció al distrito de Niederung (desde 1939 distrito de Elchniederung) en Gumbinnen de la provincia prusiana de Prusia Oriental. El 3 de junio, confirmado oficialmente el 16 de julio de 1938, Groß Skaisgirren pasó a llamarse Kreuzingen. 
Como resultado de la Segunda Guerra Mundial, Groß Skaisgirren pasó a formar parte de la Unión Soviética con el resto del norte de Prusia Oriental en 1945. En septiembre de 1946 se organizó aquí un campo de concentración para prisioneros de guerra alemanes. En 1947 el lugar recibió el nombre ruso de Bolshakovo y también fue asignado al raión de Slavsk. En 2008, Bolshakovo se convirtió en la sede de una comunidad rural. Después de su disolución, el lugar perteneció al distrito urbano de Slavsk de 2016 a 2021 y desde entonces al distrito municipal de Slavsk.

## Demografía
En 1939 la localidad contaba con 2268 residentes. En el pasado la mayoría de la población estaba compuesta por alemanes, pero tras el fin de la Segunda Guerra Mundial fueron expulsados a Alemania y se repobló con rusos.  
| Gráfica de evolución de Bolshakovo entre 1818 y 2010 |
|                                                      |

## Infraestructura

### Arquitectura y monumentos
La iglesia de Groß Skaisgirren ha existido desde 1693. Sin embargo, la actual construcción es de 1773, siendo un edificio rectangular de piedra con capacidad para 500 personas. La torre puntiaguda fue severamente dañada por un huracán el 17 de enero de 1818. La iglesia sobrevivió intacta a la Segunda Guerra Mundial pero posteriormente, se retiraron partes de la torre y se tapiaron las ventanas de la nave. Durante mucho tiempo, el edificio fue utilizado como centro cultural, luego como grandes almacenes y finalmente como sala de cine y teatro. Mientras tanto, la iglesia ha sido renovada desde cero y se usa como iglesia ortodoxa rusa. El portal de entrada al antiguo cementerio todavía está allí, y en 2018 se llevaron a cabo extensos trabajos de reconstrucción en la antigua funeraria. 
En Bolshakovo está el internado psiquiátrico de Bolshakovski, con unos 150 residentes. En las cercanías de Bolshakovo, la radio rusa opera un transmisor de onda media con la estación de radio Bolshakovo. 

### Transporte
Bolshakovo está ubicado en la carretera federal A216 desde Talpaki hasta Sovetsk. Además, las carreteras regionales 27A-145 desde Polessk y 27A-009 desde Cherniajovsk terminan aquí. También tiene una estación de ferrocarril en la línea Kaliningrado-Sovetsk.  

## Galería

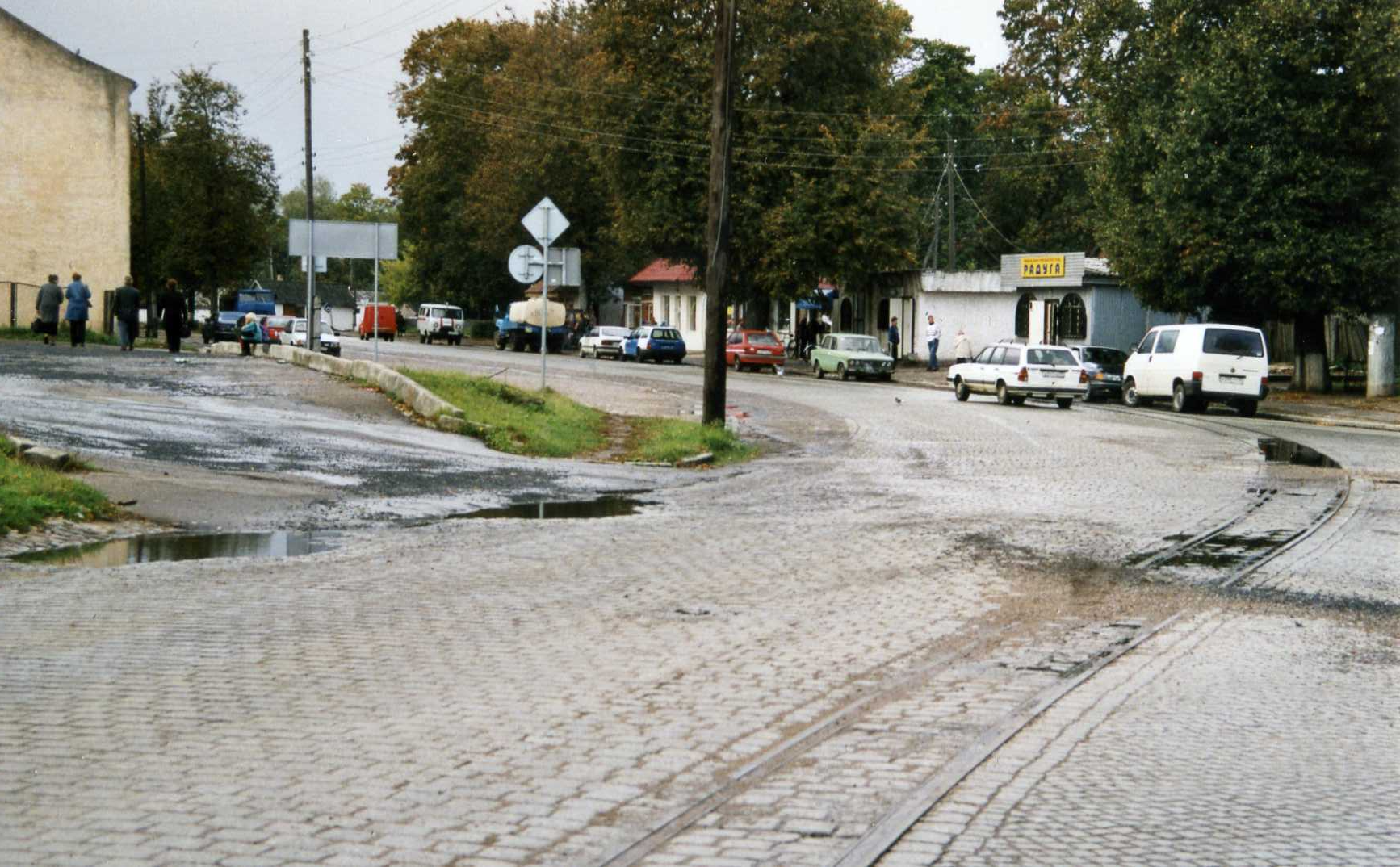
Restos del antiguo ferrocarril de vía estrecha en Bolshkovo
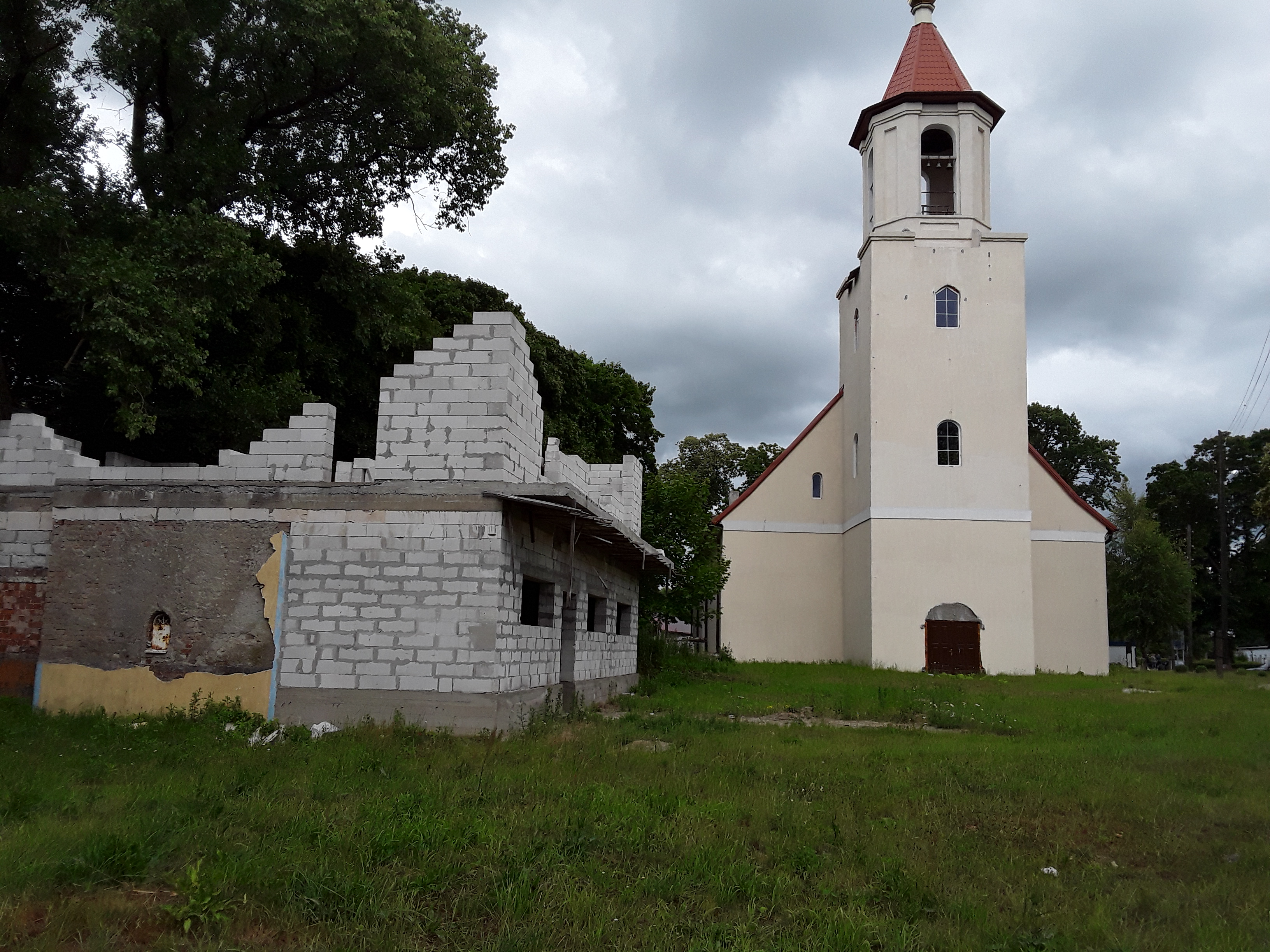
Reconstrucción de la iglesia de Groß Skaisgirren
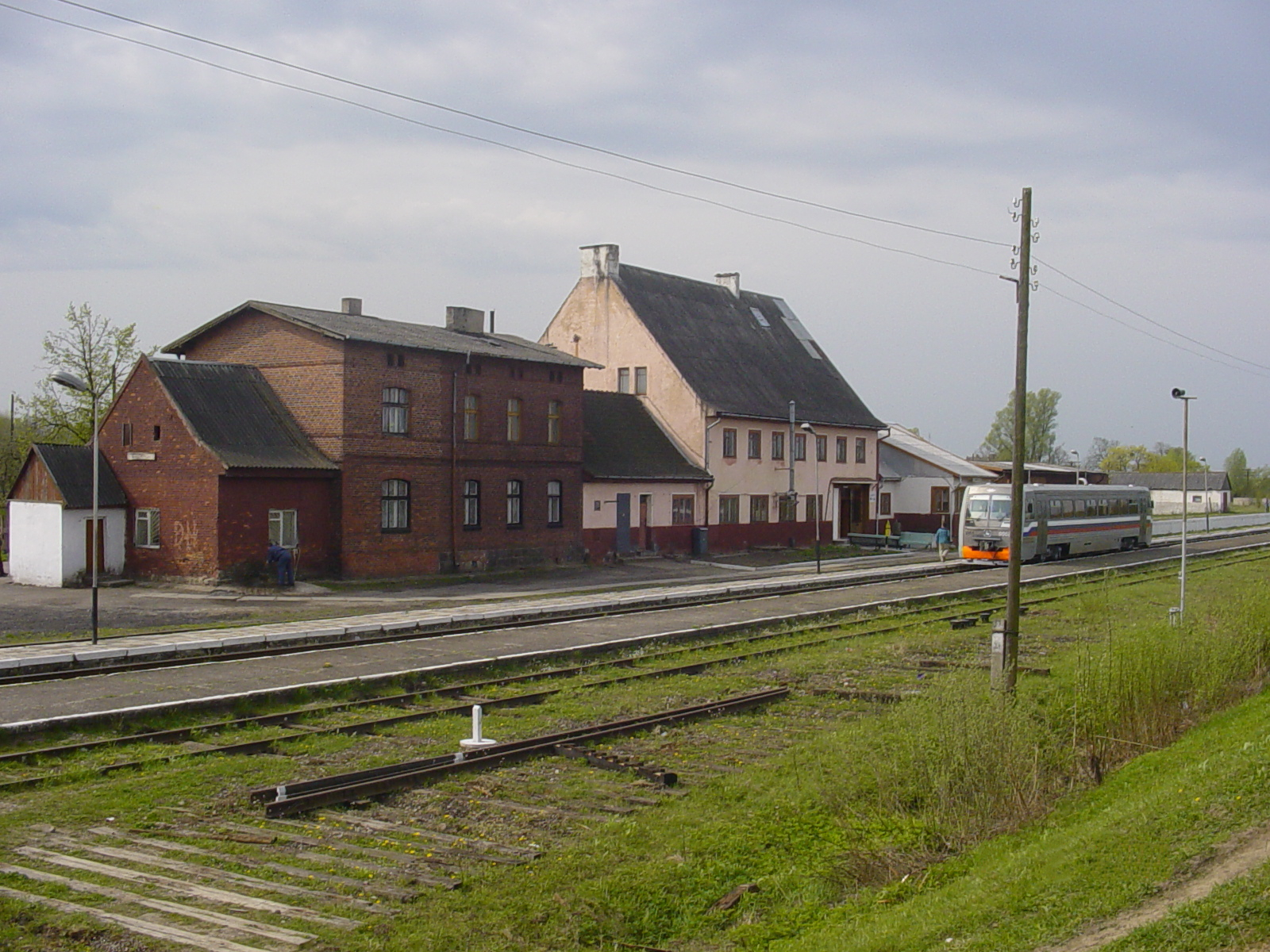
Estación de Bolshakovo